# Cala Sisine

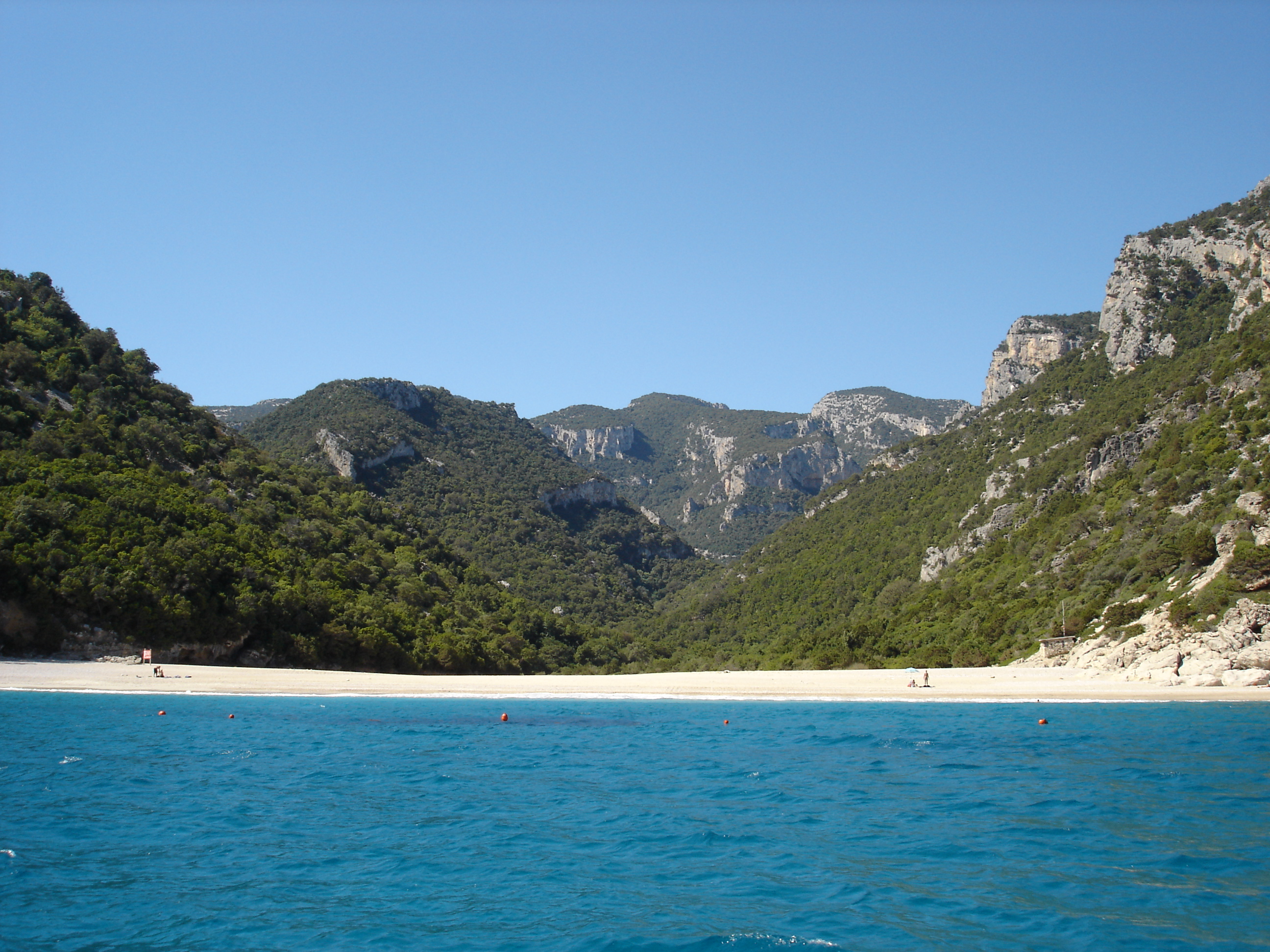
Veduta di Cala Sisine

Cala Sisine è una spiaggia situata nel territorio del comune di Baunei, nella provincia di Nuoro. Fa parte delle cale presenti nel golfo di Orosei.
La spiaggia, larga circa 200 m, rappresenta la foce di un piccolo torrente (in sardo codula) invernale che discende dalle vicine montagne dell'altopiano del Golgo. È composta da ciottolini bianchissimi che risaltano con il colore dell'acqua rendendola particolarmente chiara e trasparente. La cala è raggiungibile via terra percorrendo una strada sterrata che termina in località Planu 'e Murta a circa due chilometri dal mare, da dove, per un facile sentiero, in circa trenta minuti, si raggiunge la spiaggia. A seguito delle precipitazioni invernali quasi ogni anno la strada sterrata viene gravemente danneggiata e successivamente ripristinata all'inizio dell'estate.
La spiaggia è ben servita, nel periodo estivo, da una piccola flotta di imbarcazioni che trasportano i visitatori attraverso tutte le cale del golfo di Orosei, facendo una fermata ad ogni luogo interessante. Le suddette imbarcazioni hanno come punto di partenza i porti di la Caletta Cala Gonone, Orosei, Arbatax e Santa Maria Navarrese (comune di Baunei) con partenze la mattina e rientro il pomeriggio.